# Salvatore Bocchetti
Salvatore Bocchetti (ur. 30 listopada 1986 w Neapolu) – włoski piłkarz występujący na pozycji środkowego obrońcy.

## Kariera klubowa
Salvatore Bocchetti zawodową karierę rozpoczął w 2004 w drużynie Ascoli Calcio. W jej barwach 20 grudnia 2006 w pojedynku przeciwko US Palermo zadebiutował w rozgrywkach Serie A. Dla Ascoli włoski zawodnik rozegrał łącznie dwa ligowe spotkania, a w międzyczasie był wypożyczany do Lanciano i Frosinone. W 2007 włoski zawodnik na stałe przeniósł się do Frosinone Calcio, dla którego w sezonie 2007/2008 zanotował 38 występów w Serie B.
25 czerwca 2008 Bocchetti podpisał kontrakt z Genoą, której działacze zapłacili za transfer 2,2 miliona euro. W nowym klubie zadebiutował 27 września w przegranym 1:0 ligowym pojedynku z Fiorentiną i od razu stał się podstawowym zawodnikiem nowej drużyny. W sezonie 2008/2009 wystąpił łącznie w 32 meczach Serie A, w tym 28 w podstawowym składzie. Razem z Genoą zajął piąte miejsce w ligowej tabeli.
Pod koniec sierpnia 2010 włoski zawodnik za 15 milionów euro przeniósł się do rosyjskiego Rubinu Kazań. Z nową drużyną podpisał 3,5–letnią umowę. Następnie grał w takich klubach jak: Spartak Moskwa, A.C. Milan, Hellas Verona i Delfino Pescara 1936. W 2021 zakończył karierę.

## Kariera reprezentacyjna
Bocchetti ma za sobą występy w młodzieżowych reprezentacjach Włoch. Rozegrał jeden mecz dla drużyny do lat 20, a 25 marca 2008 w pojedynku z Azerbejdżanem zadebiutował w kadrze do lat 21. W tym samym roku zwyciężył w „Torneo di Tolone” oraz wystąpił na Igrzyskach Olimpijskich w Pekinie.
Do seniorskiej reprezentacji Bocchetti po raz pierwszy został powołany w 2009 na spotkanie eliminacji do Mistrzostw Świata 2010 z Czarnogórą, jednak ostatecznie cały ten mecz przesiedział na ławce rezerwowych. Oficjalny debiut w drużynie narodowej zanotował 10 października w zremisowanym 2:2 pojedynku z Irlandią, kiedy to w drugiej połowie zmienił Fabio Grosso. W 2010 razem z reprezentacją wystąpił na Mistrzostwach Świata w RPA, gdzie Włosi odpadli w rundzie grupowej. W kadrze narodowej rozegrał 5 meczów.